# Pauline Endres de Oliveira
Pauline Endres de Oliveira (* 1982 in Kaiserslautern) ist eine deutsche Rechtswissenschaftlerin. Sie ist Professorin für Recht und Migration an der Humboldt-Universität zu Berlin.

## Werdegang
Endres de Oliveira studierte bis 2010 Rechtswissenschaft an der Humboldt-Universität zu Berlin (HU) und an der Université Paris 1 Panthéon-Sorbonne. Im Rahmen ihres Referendariats am Kammergericht leistete sie Stationen bei der deutschen Abteilung des Hohen Flüchtlingskommissars der Vereinten Nationen (UNHCR) und bei der Ständigen Vertretung der Bundesrepublik Deutschland bei den Vereinten Nationen in Rom ab. Nach ihrem zweiten Staatsexamen 2012 wurde sie zur Rechtsanwaltschaft zugelassen. Sie arbeitete zunächst bei der Kanzlei Ostrop, Jentsch & Camerer, später in der Rechtsabteilung der deutschen Abteilung des UNHCR und als Redakteurin bei der vom Informationsverbund Asyl & Migration herausgegebenen Zeitschrift asyl.net. Nach Forschungsaufenthalten an Københavns Universitet und an der University of Oxford war sie als wissenschaftliche Mitarbeiterin bei Jürgen Bast an der Justus-Liebig-Universität Gießen tätig und wurde bei ihm 2022 mit einer Dissertation unter dem Titel Safe Access to Asylum in Europe – normative assessment of safe pathways to protection in the legal context of the European Union zur Doktorin des Rechts promoviert. Nach ihrer Promotion wurde sie auf die Professur für Recht und Migration an der HU berufen.
Von 2017 bis 2019 war Endres de Oliveira Vorständin der deutschen Sektion von Amnesty International. Sie ist Aufsichtsrätin bei dem Verein JUMEN, der sich für die Durchsetzung von Grund- und Menschenrechten in Deutschland einsetzt, und Mitglied unter anderem des Netzwerks Migrationsrecht, des Netzwerks Fluchtforschung und der Refugee Law Clinic Berlin.

## Veröffentlichungen (Auswahl)
- Safe Access to Asylum in Europe. Normative assessment of safe pathways to protection in the legal context of the European Union (= Schriften zum Migrationsrecht. Band 45). Nomos, Baden-Baden 2024, ISBN 978-3-7560-0572-7, doi:10.5771/9783748939269 (268 S.).
- mit Bertold Huber und Johannes Eichenhofer: Aufenthaltsrecht (= NJW Praxis. Band 98). 2. Auflage. C. H. Beck, München 2025, ISBN 978-3-406-80411-3 (659 S.).